# University Alliance

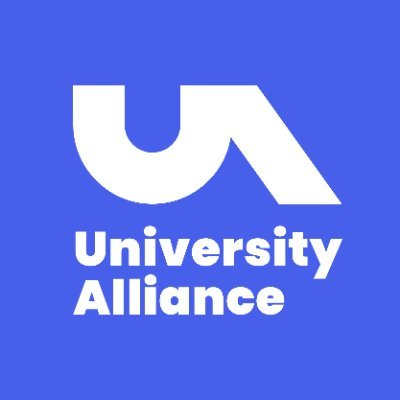

University Alliance (UA) ist ein Verband britischer Universitäten. Er wurde 2006 als Alliance of Non-Aligned Universities gegründet und hat seit 2007 den heutigen Namen.
Die Mitgliedsuniversitäten setzen sich aus technischen und professionellen Universitäten zusammen, die das Ziel haben, Wachstum und Innovation in den britischen Städten und Regionen durch Forschung, Lehre und Unternehmenstätigkeit voranzutreiben. Der Schwerpunkt liegt auf Verbindungen zu Wirtschaft und Industrie sowie angewandter Forschung mit realen Auswirkungen.
Die politische Arbeit konzentriert sich auf die Rolle der Universitäten bei der Unterstützung der britischen Industriestrategie und die Förderung von Kunst, Kultur und Kreativwirtschaft. Nach dem EU-Mitgliedschaftsreferendum im Vereinigten Königreich 2016 betonte UA die Notwendigkeit eines wirksamen Ersatzes für die EU-Strukturfonds nach dem Brexit. Jedes Jahr sollten 100 Mio. £ für Universitäten bereitgestellt werden, um wegfallende EFRE- und ESF-Gelder zu ersetzen.

## Mitglieder
| Universität                       | Vizekanzlera     |
| --------------------------------- | ---------------- |
| Anglia Ruskin University          | Roderick Watkins |
| Birmingham City University        | Philip Plowden   |
| University of Brighton            | Debra Humphris   |
| Coventry University               | John Latham      |
| University of Greenwich           | Jane Harrington  |
| University of Hertfordshire       | Quintin McKellar |
| Kingston University               | Steven Spier     |
| Leeds Beckett University          | Peter Slee       |
| Oxford Brookes University         | Alistair Fitt    |
| University of South Wales         | Ben Calvert      |
| Teesside University               | Paul Croney      |
| University of the West of England | Steven West      |

## Leitung
UA wird von einem Vorsitzenden (derzeit: Debra Humphris), stellvertretenden Vorsitzenden (Alistair Fitt) und dem Kassenwart (Steven Spier) geleitet. Sie werden für einen Zeitraum von drei Jahren gewählt. Geschäftsführerin ist seit 2019 Vanessa Wilson.